# NGC 4016
NGC 4016 es una galaxia espiral de secuencia Hubble Sd en la constelación de Coma Berenices. NGC 4016 está a unos 175 millones de años luz de distancia y tiene un diámetro de 85 a 90 mil años luz.
Fue descubierta por R. J. Mitchell el 30 de marzo de 1854.